# Hajime Saitou
Saitō Hajime (斎藤 一, 18 de fevereiro de 1844 - 28 de setembro de 1915) foi um samurai japonês do final do período Edo, que ficou mais famoso atuando como capitão da terceira unidade do Shinsengumi. Ele era um dos membros do núcleo poucos que sobreviveram as inúmeras guerras do período Bakumatsu.

## Primeiros anos
Saitō nasceu em Edo, Província de Musashi (hoje Tóquio). Sabe-se muito pouco sobre sua infância. Ele nasceu como Yamaguchi Hajime (山口 一) para Yamaguchi Yūsuke (山口 祐助) um Ashigaru do Domínio Akashi, que comprou a patente de gokenin (um retentor de baixo escalão servindo diretamente o xogunato Tokugawa). Ele tinha um irmão mais velho, Hiroaki e uma irmã mais velha chamada Katsu. De acordo com os registros publicados por sua família, Saitō deixou Edo em 1862, depois de matar acidentalmente um hatamoto. Ele foi para Quioto e lecionou no dojo de um homem chamado Yoshida, que contava com o pai de Saito Yusuke no passado. Seu estilo vem aparentemente do Ittō-ryū ou Mugai Ryū.

## Período Shinsengumi
Como um membro do Shinsengumi, é dito que Saito era uma pessoa misteriosa e introvertida. Sua personalidade é comumente descrita como "não era um homem predisposto a conversa mole". Sua posição original dentro da organização era de assistente do vice-comandante (副長助勤, fukuchō jokin). Seus deveres incluíam ser um instrutor de kenjutsu. Apesar das conexões anteriores à Aizu, seus descendentes disputam se serviu como um espião. Seu papel como espião interno do Shinsengumi também é questionável; Um exemplo comum é que ele disse ter sido instruído a se juntar a facção de Itō Kashitarō em 1867, para espioná-los. No entanto, este é questionado por Abe Jūrō que não acreditava que ele fosse um espião. É provável que ele também monitorasse outras inteligências e atividades inimigas. Sua reputação controversa vem de relatos de que ele executou vários membros corruptos do Shinsengumi; no entanto, os rumores variam quanto ao seu papel na morte de Takeda Kanryūsai e Tani Sanjūrō.
Na reorganização das fileiras no final de 1864, foi atribuído pela primeira vez como capitão da quarta unidade. No Nishi Hongan-ji em abril de 1865, foi designado como capitão da terceira unidade. Saitō foi considerado no mesmo nível da esgrima como a tropa do primeiro capitão Souji Okita e a tropa do segundo capitão Nagakura Shinpachi. Na verdade, há boatos de que Okita temia seu treinamento com espadas. Juntamente com o resto do Shinsengumi, ele se tornou um hatamoto em 1867. Após a eclosão da Guerra Boshin (1868-1869), Saitō tomou parte na luta do Shinsengumi durante a batalha de Toba-Fushimi e a batalha de Koshu-Katsunuma, antes de se retirar com os sobreviventes da organização para o domínio de Aizu.
Devido a incapacitação de Hijikata Toshizō, como resultado dos ferimentos sofridos na batalha do Castelo Utsunomiya, Saito se tornou o comandante do Shinsengumi de Aizu em torno de 26 maio de 1868 sob o nome Yamaguchi Jirō (山口 次郎) (que ele tinha usado desde o final de 1867). Após a batalha da Passagem de Bonari, quando Hijikata decidiu se retirar de Aizu, Saitō se separou com ele e continuou a lutar com o exército Aizu até o fim da Batalha. Esta conta de despedida foi gravada no diário de Kuwana do vassalo Taniguchi Shirōbei, onde foi registrado como uma ocorrência envolvendo também Otori Keisuke, a quem solicitou Hijikata para assumir o comando do Shinsengumi; assim, o referido confronto não estava com Hijikata. No entanto, as dúvidas sobre esta despedida permanecem, especialmente considerando as datas conflitantes.
Saito, juntamente com os poucos homens restantes do Shinsengumi que iam com ele, lutaram contra o exército imperial em Nyorai-dō (um pequeno templo perto do castelo de Aizuwakamatsu), onde foram severamente em desvantagem. Foi na batalha de Nyorai-dō que acreditaram que ele havia sido morto em ação; no entanto, conseguiu voltar para as linhas de Aizu e juntou-se aos militares do domínio Aizu como um membro da Suzakutai. Depois que o castelo de Aizuwakamatsu caiu, Saitō se juntou a um grupo de ex-retentores Aizu que viajava ao sudoeste do Domínio Takada na Província de Echigo, onde foram mantidos como prisioneiros de guerra. Nos registros listando os homens de Aizu detidos em Takada, Saitō está no registro como Ichinose Denpachi.

## Na ficção
Na ficção Saito se tornou muito popular com a série em mangá e anime Rurouni Kenshin (Samurai X) assim como a sua técnica favorita: a Gatotsu. No mangá aparece pela primeira vez na edição 13 (7 no formato japonês) e no anime no episódio 28. Nos episódios 29 e 30 trava uma luta contra Kenshin Himura, seu rival de longa data dos tempos de Bakumatsu, no Dojo Kamiya. Depois disso luta nas lutas contra o Juppongatana e enfrenta Usui, o Espada Sem Luz, o qual derrota. Porém na luta contra Shishio foi derrotado facilmente. No anime depois da saga de Kyoto nunca mais apareceu, porém no mangá ainda aparece na saga Jinchuu.